# Carlos Silveira
Carlos Alberto da Silveira Lopes (São Paulo, 19 de agosto de 1945) é um ator, dublador e diretor de dublagem brasileiro.

## Biografia
Carlos iniciou sua carreira de ator no teatro, em 1967. Como ator trabalhou na TV Bandeirantes em 1968, atuando no Sítio do Pica-pau Amarelo, participando depois da telenovela Quero Viver na TV Record

### Dublagem
Entrou na dublagem entrou em 1986, é conhecido por ter dublado Asterix,  Bruno Ganz no papel de Adolf Hitler no filme A Queda - As Últimas Horas de Hitler,, Shaka de Virgem em Cavaleiros do Zodíaco e Gollum em O Senhor dos Anéis.
Foi indicado ao Prêmio Yamato de 2004 como Melhor Dublador de Coadjuvante por seu trabalho como Shaka de Virgem em Os Cavaleiros do Zodíaco.

## Trabalhos na dublagem

### Filmes
| Ator/Personagem | Filme                                |
| --------------- | ------------------------------------ |
| Bruno Ganz      | A Queda - As Últimas Horas de Hitler |
| Gollum          | O Senhor dos Anéis                   |

Desenhos e Animes
| Ator/Personagem | Desenho/Anime         |
| --------------- | --------------------- |
| Shaka de Virgem | Cavaleiros do Zodíaco |
| Asterix         | Vários filmes         |